# Делфтский договор
Делфтский договор, также называемый Делфтским примирением, был подписан 3 июля 1428 года между графиней Зеландии, Голландией и Эно Якобой Баварской и герцогом Бургундии Филиппом Добрым.
Соглашение положило конец военным действиям во время борьбы «трески» и «крючков» в графстве Голландия между поддерживаемыми Англией «крючками» и поддерживаемых Бургундией «тресками». Согласно условиям соглашения, Якоба оставалась номинально графиней Голландии, Зеландии и Эно, но Филипп Добрый будет управлять этими владениями. Если Жаклин погибнет, не оставив наследников, Филипп будет объявлен наследником престола; женщине было запрещено повторно выходить замуж без согласия Филиппа.
Когда Якоба вышла замуж за Франка ван Борселена без согласия Филиппа в 1432 г., договор был сочтен нарушенным и герцог получил полный контроль над тремя графствами.